# Stylophoronychus nakaoi
Stylophoronychus nakaoi är en spindeldjursart som först beskrevs av Ehara och Wongsiri 1975.  Stylophoronychus nakaoi ingår i släktet Stylophoronychus och familjen Tetranychidae. Inga underarter finns listade i Catalogue of Life.